# 真鍋あや
真鍋 あや（まなべ あや、1985年8月8日 - ）は、日本の元AV女優。
長崎県出身。
趣味・特技：ピアノ、卓球、油絵。 

## 略歴
- 2005年に『憧れの不二子ちゃ～ん計画 [Gカップの甘美な罠]』でAVデビュー。
- 2007年10月末をもって引退。
- 2011年、稀にグラビア・レースクイーン活動をしていた。マカオグランプリ・車種BMWなど
- 2015年AV復帰。

## 出演作品

### アダルトビデオ
2005年
- 憧れの不二子ちゃ～ん計画 [Gカップの甘美な罠]でwaap専属デビュー。（8月5日、ワープエンタテインメント）
- 濡れ乳パラダイス3（9月5日、ワープエンタテインメント）
- 僕だけの巨乳ペット7 看護婦編 （10月5日、ワープエンタテインメント）
- アナルの女王（11月5日、ワープエンタテインメント）
- 猥褻レッスン（12月5日、ワープエンタテインメント）

2006年
- Club+Aya 真鍋あや★最終章（1月5日、ワープエンタテインメント）
- ロリM女教師「私、飼われてます。」（3月3日、GLAY'z）
- 僕、専用。［Z］ 13（3月3日、ゴーゴーズ）
- 巨乳交尾エロ （3月19日、ドグマ）
- 巨乳クイックマッサージ 駅前1号店（4月6日、V&Rプロダクツ）
- 5th HARD WAY 激しく過酷な5つの試練 （4月20日、タカラ映像）
- ヌキ過ぎ!!ハーレム3時間 （4月20日、ジェイモデル）
- 巨乳エロBODY オンナはカラダでオトコをサソウ （4月25日、イエロー）
- 女子校生痴女学園 3 （5月4日、タカラ映像）
- 世界一うけたいエッチなじゅぎょう（5月4日、ナチュラルハイ）
- モミ放題!おっぱいパブ パート3 池袋編（5月4日、V&Rプロダクツ）
- 愛しのフェラチーオ3 16人のザーメン中毒 （5月12日、隼エージェンシー）
- 巨乳家庭教師2 先生の巨乳がエロすぎて僕…ガマンできない（5月12日、隼エージェンシー）
- 美脚×ローライズ短パン×露出デート（5月13日、マルクス兄弟）
- 男子○学生 5月創刊号!（5月18日、SODクリエイト）
- 寸止めガマン汁と連続射精が好きな痴女たち（5月19日、ドグマ）
- 女子高生20人!ダンスゲームバトル開幕 集団ダンス快楽園!（6月8日、ディープス）
- 巨乳LOVE3 巨乳ギャルにザーメンを中出ししたり、口に出したりしました（6月10日、隼エージェンシー）オムニバス作品
- フェラコレ2006夏 （6月10日、隼エージェンシー）
- 人気AV女優がマジ逆ナンパ （6月20日、イマージュ）
- インモラル天使 真鍋あや （6月23日、シネマジック）
- こだわりの手コキ 4時間SP 40人のハンドメイド （7月10日、隼エージェンシー）
- 美々恋々… ファースト・レズ 真鍋あや&上村るい（7月12日、プレステージ）
- 淫乱集団痴女学校 （7月13日、MOODYZ）
- メスマゾ 凌辱愛3（7月25日、OPERA［オペラ］）
- 淫乱集団痴女学校（8月13日、MOODYZ）
- ハーレムオフィス（9月20日、ジェイモデル）
- キャバ嬢中出し 4 赤坂R あや （9月22日、オープンモール）
- 私は痴女 4 3時間DX （10月20日、クリスタル映像）
- 酔いどれ乱交パーティー （10月20日、クリスタル映像）
- Platinum hip（11月10日、デジタルアーク）
- やっぱ!フェラでしょ（11月11日、隼エージェンシー）
- ドリームオッパイ（11月25日、しのだプロジェクト）
- やっぱ!中出しでしょ5 *12人の中出し姫*（12月10日、隼エージェンシー）
- フリーダム学園 校内集団暴行 （12月11日、FREEDOM）
- 顔騎放尿倶楽部（12月11日、FREEDOM）
- 美少女足裏（12月11日、FREEDOM）
- THE痴女07×超ギリ激ヤバモザイク×淫乱帝国の掟 立花里子 （12月21日、ディープス）

2007年
- 超ヌギ×2ダンス 2 （1月19日、メディアバンク）
- パイパンWぶっかけ（ザーメン×浴尿）白濁中出し+聖水浴 （2月13日、カルマ）
- MOODYZ 完全撮り下ろし8時間SPECIAL （2月13日、MOODYZ）
- 高身長の女 2 （2月16日、メディアバンク）
- ダンス★レズ&ファック!!（2月19日、スタイルアート）
- 人気AV女優が出会いサイトで素人くんをゲット! 瞳れん&真鍋あや （2月25日、P☆MAX）
- 強制レイプマニアックス 11 （3月16日、メディアバンク）
- 乱痴気コスプレダンス!! （3月31日、ラハイナ東海）
- 贅沢なお尻 （5月17日、SODクリエイト）
- NOモザイク!おげれつダンス!! PART.8 （4月25日、未来・フューチャー）
- THE ヘンタイ5号（5月18日、クリスタル映像）
- Gカップ爆乳美女の精飲と飲尿 （5月19日、エムズビデオグループ）
- ラウンドガールM奴隷 （6月22日、GLAY'z）
- ネットカフェ難民はきっとこんなに違いない! 完全版（6月22日、メディアステーション）
- 小便浣腸！ アナル排泄飲尿2穴FUCK （7月19日、エムズビデオグループ）
- 絶対調教4 ～いい女が狂うまで～（8月7日、アタッカーズ）
- 禁断のプレイルーム（10月5日、アウダースジャパン）
- DOKIレズ 15 （10月5日、アウダースジャパン）
- 非日常的悶絶遊戯 レースクイーンの個人撮影会、あやの場合 （11月1日、AVS）
- 拉致5日間 ～浣腸・浴尿・連続中出し～ CASE 01 （11月13日、カルマ）
- Sフェラギャル 7人のイケイケ痴女ギャルフェラヌキ攻撃（11月27日、デジタルアーク）
- 素人参加型 お姉さんに一日中抜かれ続けてみませんか 強制連続抜き地獄（12月13日、アロマ企画）
- 死ぬほどセックスしたい!（12月25日、デジタルアーク）

2008年
- Smoking Girls（2月8日、TMA）
- 美人OL集団の極エロち○ぽ狩り （3月15日、ジェイモデル）

2010年
- オペラ5周年記念DVD24時間6枚組 （12月25日、オペラ）

2011年
- 超人気女優・超ボリューム・超ハード2穴FUCK150作品16時間（1月19日、ROOKIE]）

### イメージDVD
2006年
- レズヌレ(2月24日イーネットフロンティア)
- やっぱり穴だなぁ(2月28日、イーネットフロンティア)

### テレビ番組
2006年
- 国民的美少女コンテストパラダイステレビ　10月～毎週木曜22時

### その他
2005年
- テレカMEN'S ACTION AV SPECIAL